# Pirellulae
Pirellulae је прокариотски филум којег су описали Маргулис и Шварц 1998. године. Овај назив се није усталио међу микробиолозима, попут скоро синонимног Кавалијер-Смитовог назива Planctobacteria.
Филум Pirellulae сачињавају Грам-позитивне, аеробне бактерије које у ћелијском зиду не садрже пептидогликане већ само протеине. Могу бити како покретне тако и непокретне, слободноживеће или паразитске. Паразитски представници (нпр. хламидија) су са веома редукованим геномом и физиологијом јер већину процеса за њих обавља ћелија домаћин. Узрочници су многих болести код човека, попут трахома и пнеумоније.

## Класификација
Филум Pirellulae обухвата родове: